# Vitricythara elata
Vitricythara elata är en snäckart som först beskrevs av Dall 1889.  Vitricythara elata ingår i släktet Vitricythara och familjen kägelsnäckor. Inga underarter finns listade i Catalogue of Life.